# Espérance Sportive Troyes Aube Champagne
L'Espérance Sportive Troyes Aube Champagne és un club de futbol francès de la ciutat de Troyes.

## Història
- 1900: Fundació de la Union Sportive Troyenne.
- 1931: Fusió amb AS Savinienne, esdevenint AS Troyenne et Savinienne.
- 1935: Secció professional.
- 1963: Abandonament del professionalisme.
- 1967: Rebatejat Troyes Omnisports.
- 1970: Rebatejat Troyes Aube Football. De nou professional.
- 1979: Fusió amb Patronage Laïc Troyes, esdevenint PL Foot. Abandonament del professionalisme.
- 1986: Naixement de l'Association Troyes Aube Champagne, agafant la plaça del PL Foot.
- 1996: De nou professional.
- 2000: Rebatejat Espérance Sportive Troyes Aube Champagne.

## Futbolistes destacats
- Marcel Artelesa
- Nick Carle
- Patrice Loko
- Jérôme Rothen
- Mehdi Meniri
- Karim Ziani
- Rafik Saïfi
- Mamadou Niang
- Fabio Celestini
- Pascal Renier
- Nordin Jbari
- Joe Gaetjens
- David Regis
- Ilija Petković
- Slađan Đukić

## Entrenadors
- Bernard Deferrez gener 1986-1988
- Pierre Flamion 1988-1988
- Jean Louis Coustillet 1988-1992
- Patrick Aussems 1992-1992
- Pierre Flamion 1992-1993
- Alain Perrin 1993-2002
- Jacky Bonnevay 2002-2002
- Serge Romano 2002
- Faruk Hadžibegić 2003-2004
- Jean-Marc Furlan 2004-2007
- Denis Troch 2007-2008
- Ludovic Batelli 2008-

## Palmarès
- Copa Intertoto (1) : 2001
- Coupe Gambardella (1) : 1956